# Estación de Etxebarri (Euskotren Trena)
Etxebarri es una estación ferroviaria situada en el municipio vizcaíno de Echévarri, en el barrio de Doneztebe. Da servicio a las líneas 1 y 4 de Euskotren Trena. El edificio de la estación actual es de 2003, y pertenece a la zona tarifaria 2 del Consorcio de Transportes de Bizkaia.
Cuenta con un único acceso, en la plaza Doneztebe o San Esteban, delante de la iglesia. El vestíbulo de la estación está a la misma cota que la plaza, y los andenes están en el nivel inferior.

## Conexiones
La línea 1 de Etxebarri Bus tiene una parada cerca de la estación, conectándola con el centro urbano y con la estación de metro de Etxebarri.